# پرالیدوکسیم
پرالیدوکسیم (به انگلیسی: PRALIDOXIME CHLORIDE)
رده درمانی: فعال‌کننده مجدد کولین‌استراز
اشکال دارویی: آمپول

## موارد مصرف
پیرالیدوکسیم، اکسیم رایج و قابل دسترسی در ایالات متحده، برای درمان بیمارانی استفاده می‌گردد که در معرض مقادیر بالایی از حشره کش‌های ارگانوفسفاتی مهار کنندهٔ AchE بوده‌اند، نظیر پاراتیون، یا گازهای اعصاب.

## مکانیسم اثر
با برداشتن مهارکننده آنزیم از روی آنزیم باعث فعال شدن مجدد آنزیم متابولیزه‌کننده استیل کولین (استیل کولین استراز) و لذاغیرفعال‌کردن استیل‌کولین در سیناپس‌ها می‌شود.
این دارو در فاز حاد مسمومیت یعنی در ۲۴ تا ۴۸ ساعت اول مؤثر است و بعد از رخداد پدیده پیر شدن بی اثر است. پیر شدن یا Aging به فرایند غیرقابل برگشت اتصال آنزیم استیل کولین استراز و ماده سمی ارگانوفسفره در محل پیوندگاه عصب عضله گفته می‌شود.
کولین استراز آنزیمی است که استیل کولین که برای برانگیختن نورون‌ها لازم است را در محل سیناپس آبکافت می‌کند تا تحریک مداوم نباشد.

## عوارض جانبی
دستگاه عصبی مرکزی: گیجی، سردرد، خواب‌آلودگی، تاری دید، دوبینی، اختلال تطابق؛ عوارض گوارشی: تهوع؛ اسکلتی عضلانی: ضعف، سفتی عضلات؛ قلبی عروقی: تاکیکاردی؛ تنفسی: هیپرونتیلاسیون، اسپاسم حنجره.